# 逻辑推理
邏輯推理中有三種方式：演绎、归纳和溯因。給定前提、結論和規則，而前提導致結論，例如：
前提：（可能因為／普遍次／某次）天下雨
规则：（可能因為）天下雨（普遍所以）地上濕
结论：（普遍所以／普遍次／某次）地上濕
- 演繹（Deductive reasoning）：用來決定結論。它使用規則和前提來推導出結論。數學家通常使用這種推理。舉例："（可能因為）天下雨（普遍所以）地上濕。（某次）天下雨，（普遍所以）地上濕。"。

- 歸納（Inductive reasoning）：用來決定規則。它藉由大量的前提和結論所組成的例子來學習規則。科學家通常使用這種推理。舉例："（普遍次）天下雨，（普遍次）地上濕。（可能因為）天下雨（普遍所以）地上濕。"。

- 溯因（Abductive reasoning）：用來決定前提。它藉由結論和規則來支援前提以解釋結論。診斷和偵探通常使用這種推理。舉例："（可能因為）天下雨（普遍所以）地上濕。（某次）地上濕，（可能因為）天下雨。"。